# Phyllostachys arcana
Phyllostachys arcana är en gräsart som beskrevs av Mcclure. Phyllostachys arcana ingår i släktet Phyllostachys och familjen gräs. Inga underarter finns listade i Catalogue of Life.